# Статути церковні
Статути церковні — в історичній науці кілька груп пам'яток права 11—15 ст. Це князівські чи такі, що мають вказівки на видачу їх від імені князя, устави та уставні грамоти митрополичим та єпископським кафедрам. Вони визначають обсяг їх юрисдикції та джерела матеріального забезпечення. Головним завданням церковних статутів було початкове встановлення юридичних, адміністративних та фінансових прав руської церкви та розмежування їх із прерогативами світської (князівської) влади. Найважливіші церковні статути традиція пов'язує з іменами київських князів Володимира Святославича та Ярослава Мудрого. Хронологічно першим був, імовірно, т. зв. Устав князя Володимира про десятини, суди та людей церковних, який нині визнається за пам'ятку домонгольського часу. Він зберігся у величезній кількості списків 14—19 ст. та низці самостійних переробок. Виділяють 7 редакцій Уставу, створених упродовж 13—17 ст.: Оленінську, Синодальну, Варсонофієвську, Волинську, Печерську, Троїцьку та редакції Степенної (Статечної) книги (деякі редакції поділяють додатково на ряд ізводів). З українських пам'яток варто відзначити Волинську редакцію Уставу, що бере початок від тексту Кормчої, переписаної на замовлення волинського князя Володимира Васильковича 1286, а також Печерську редакцію, що міститься у складі Патерика Києво-Печерського, відредагованого архімандритом Йосифом Тризною (серед. 17 ст.).
Устав князя Ярослава про церковні суди зберігся в численних списках 15—19 ст. Серед них виділяють 6 редакцій: Докладну, Коротку, Румянцевську, Тарновську, редакцію «Свитка Ярославля» та Устюзську.
До числа церковних статутів також зараховують комплекс уставних та жалуваних грамот Ростислава Мстиславича смоленській єпископії (1136); уставну грамоту новгородського князя Святослава Ольговича 1136/37; новгородський устав про церковні суди, людей та міри торгівлі, виданий від імені князя Всеволода Мстиславича; устав, виданий від імені галицького князя Лева Даниловича кафедральній церкві Успіння в Галичі (давньому) 1301; жалувану та уставну грамоти Любарта соборній церкві Іоанна Богослова в Луцьку 1321 (автентичність двох останніх піддавалася сумніву в історіографії); уставну грамоту київського князя Олелька Володимировича церкві Святої Софії в Києві та митрополиту Ісидору 1441.
Попри складну текстуальну історію  церковні статути є надзвичайно важливим та інформативним джерелом із соціальної історії домонгольського часу, а завдяки довгому побутуванню як актуальних юридичних пам'яток — і кількох наступних століть, відбиваючи особливості організації церкви та її взаємин зі світською владою у Великому князівстві Литовському, Великому князівстві Московському та на українських землях Речі Посполитої.